# Urbeis
Urbeis é uma comuna francesa na região administrativa de Grande Leste, no departamento Baixo Reno. Estende-se por uma área de 11,68 km². Em 2010 a comuna tinha 334 habitantes (densidade: 28,6 hab./km²).